# Ali Ghodsi
Ali Ghodsi, född 1978 i Iran, är en svensk datalog och entreprenör specialiserad på distribuerade system och storskalig datanalys. Han är medgrundare till och VD för Databricks, och en adjungerad professor vid UC Berkeley. Idéer från hans akademiska forskning inom området för resurshantering och schemaläggning och cache har tillämpats i populära öppen källkod-projekt som Apache Mesos, Apache Spark och Apache Hadoop. 
Ghodsi disputerade vid Kungliga Tekniska Högskolan (KTH) i Sverige, med Seif Haridi som handledare. Han var medgrundare till Peerialism AB, ett Stockholm-baserat företag som utvecklar peer-to-peer-system för att transportera och lagra data på Internet. Han var också forskarassistent vid KTH 2008–2009. 
2009 blev Ghodsi gästforskare vid UC Berkeley och arbetade med Scott Shenker, Ion Stoica, Michael Franklin och Matei Zaharia i ett forskningsprojekt om distribuerade system, databassystem och nätverk. Under denna period hjälpte han till att starta Apache Mesos och Apache Spark-projekt. Han publicerade också "Dominant Resource Fairness", en artikel som starkt påverkat resurshantering- och schemaläggningsdesign i distribuerade system som Hadoop. 
År 2013 grundade han Databricks, ett företag som kommersialiserar Spark, och blev verkställande direktör 2016.
Den amerikanska ekonomitidskriften Forbes rankade Ghodsi till att vara världens 1 846:e rikaste med en förmögenhet på 1,8 miljarder amerikanska dollar för den 22 maj 2021.